# Víctor Ruiz Abril
 Victor Ruiz Abril (* 2. November 1993 in Utiel) ist ein spanischer Fußballspieler.

## Karriere
In seiner Jugendzeit spielte Victor Ruiz für den Nachwuchs des FC Valencia. 2012 gehörte er zur Mannschaft, welche die regionale Gruppe der höchsten spanischen Nachwuchsliga auf Platz 1 abschloss, bevor er altersbedingt den Nachwuchs verlassen musste. Auf die Saison 2012/13 hin schloss er sich CD Utiel, der soeben in die Tercera División, die vierthöchste Liga, aufgestiegen war, an. Nach zwei Jahren erfolgte der Wechsel zu CD Olímpic de Xàtiva, wo er fortan in der Segunda División B eine Stufe höher spielte. Nach einer Saison wechselte Ruiz innerhalb der Liga zurück nach Valencia, wo er für die zweite Mannschaft des Valencia CF antrat.
Auf die Saison 2016/17 wechselte Victor Ruiz zu UD Alzira zurück in die Tercera División, eine Saison später zog er weiter zu Yeclano Deportivo, mit welchen er die regionale Gruppe der Tercera División auf dem ersten Platz abschloss, aber in den Aufstiegsplayoffs an Atlético Malagueño scheiterte. Es folgte daraufhin der Transfer zum Ligakonkurrenten SD Formentera. Am 8. Dezember 2018 gab der FC St. Gallen die Verpflichtung von Victor Ruiz Abril bekannt. Er unterschrieb einen Vertrag über zweieinhalb Jahre bis 2021. Seit August 2022 steht Abril bei dem saudischen Erstligisten al-Fayha FC unter Vertrag.